# 岩生红豆
岩生红豆（学名：Ormosia saxatilis）为豆科红豆属下的一个种。

## 扩展阅读
- 維基物種上的相關：岩生红豆